# Louis Diat
Louis Diat (1885-1957) fue un cocinero francés que trabajó en Hoteles Ritz de París y Londres.
Fue famoso en el mundo de la cocina por haber sido el inventor en el año 1917 de la crème vichyssoise glacée.
Diat escribió diversos libros de cocina entre los que se puede encontrar: Louis Diat's French Cookbook for Americans y Cooking à la Ritz.